# Ludwika Paleta
Ludwika Paleta Paciorek (Cracòvia, 29 de novembre de 1978) és una actriu polonesomexicana.

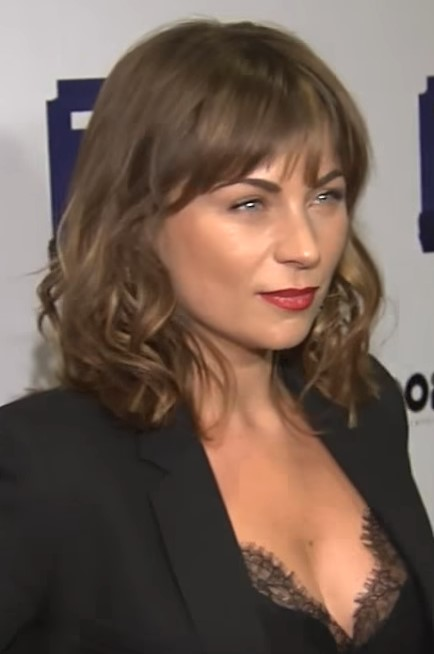
Ludwika Paleta el 2017.

## Biografia
El seu pare és el violinista Zbigniew Paleta, la seva mare mestra en art Bárbara Paciorek Paleta i és germana de Dominika Paleta, també actriu. Va estar casada amb l’actor Plutarco Haza. El director del Centro de Educación Artística Eugenio Cobo la va portar a audicionar per Carrusel, interpretant a la nena María Joaquina Villaseñor.
Tres anys després, va obtenir el seu primer protagonista en la telenovel·la El abuelo y yo, en la qual va donar vida a Alejandra.

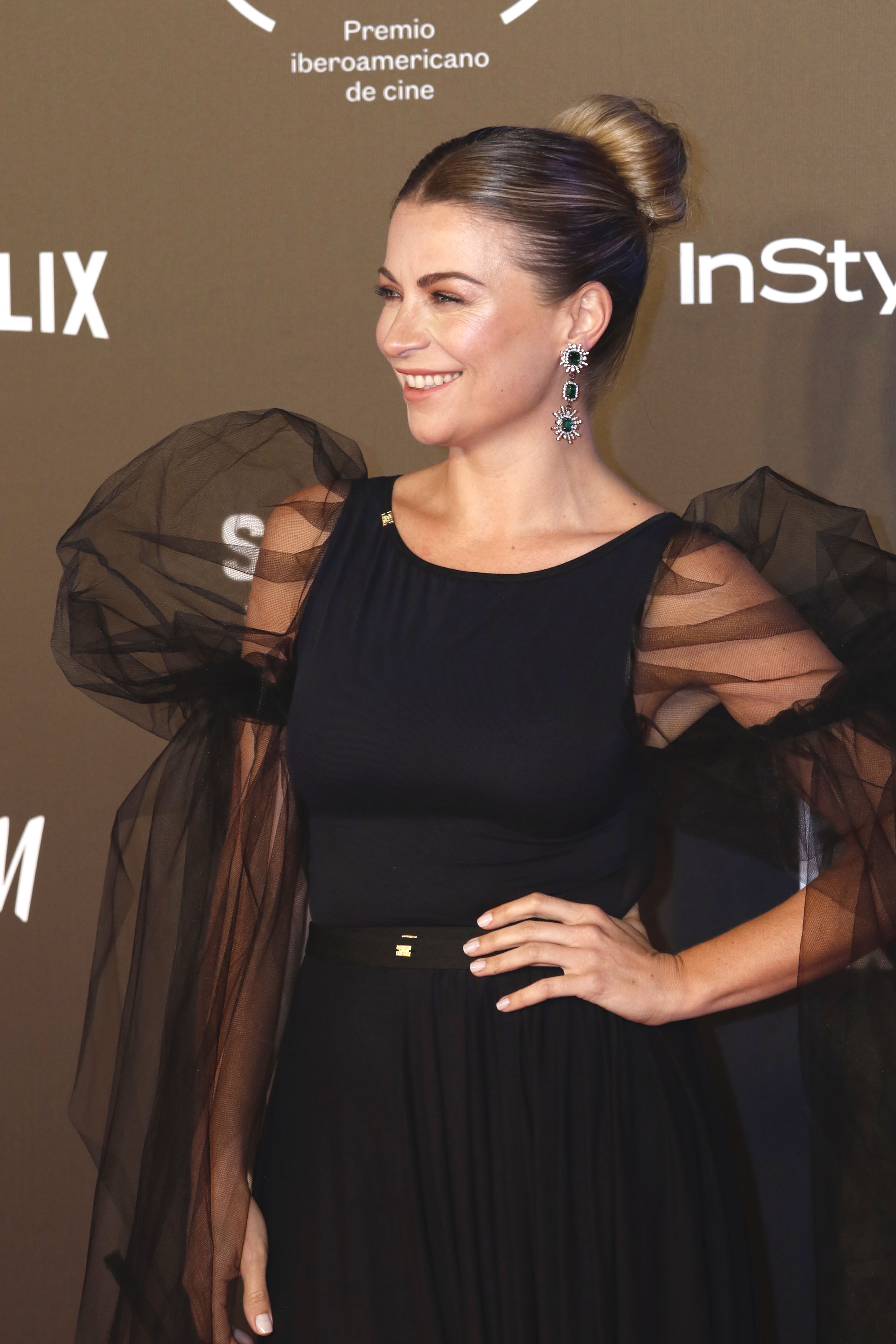
Premis Fénix 2017

Ludwika va estar allunyada de les pantalles, ja que es va anar a Europa a estudiar i va tornar a Mèxic en 1995 rebent un paper coestelar juvenil en la telenovel·la María la del barrio, producció d’Angelli Nesma on va compartir crèdits, al costat de Thalía.
Després li va seguir la telenovel·la Huracán l'any de 1997-1998, on va treballar amb Angélica Rivera i Eduardo Palomo.
Per aquestes mateixes dates, l'actriu va conèixer en un bar a Plutarco Haza, amb qui es va casar i va tenir un fill que va néixer l'11 de novembre de 1999.
Per a Emilio Larrosa va protagonitzar la telenovel·la Amigas y rivales en 2001. El 2003 coprotagonitza Niña amada mia d’Angelli Nesma, al costat de Karyme Lozano.
Un any més tard participa en Mujer de madera, al costat de Ana Patricia Rojo. Protagonitza el 2006 la telenovel·la Duelo de pasiones, producció de Juan Osorio, al costat de Pablo Montero.
En 2007 protagoniza Palabra de mujer de José Alberto Castro, al costat d’Edith González. A començaments del 2009 va aparèixer al videoclip "Aquí estoy yo" de Luis Fonsi amb David Bisbal, Aleks Syntek i Noel Schajris.
El 2009 protagonitza Los exitosos Pérez, novament producció de José Alberto Castro on aquesta vegada treballa amb Jaime Camil.
En 2010 participa en les obres de teatre, No sé si cortarme las venas o dejármelas largas i Un dios salvaje. Un any després té una participació especial en la telenovel·la Abismo de pasión, al costat d’Alejandro Camacho.
En 2013 es casa en segones núpcies amb Emiliano Salines Occelli, fill de l'expresident de Mèxic Carlos Salinas de Gortari a la Hisenda Tekik de Regil al poblat de Timucuy, Yucatán.
En 2016 protagonitza la telenovel·la de Telemundo La querida del Centauro, al costat d’Humberto Zurita i Michel Brown. Al maig del 2017 va donar a llum als seus bessons Bárbara i Sebastián.

## Filmografia

### Cinema
- Noche de bodas (2024)[3]
- Todo el silencio (2023)
- ¿Quieres ser mi hijo? (2023) - Lucía[4]
- Guerra de Likes (2021) - Cecilia "Cecy" Díaz[5]
- Rumbos paralelos (2016) - Gabriela "Gaby" Mendoza
- Volando bajo (2014) - Toribia Venegas
- No sé si cortarme las venas o dejármelas largas (2013) - Nora
- Allá y En Tonces (2013) - Marina
- Megamente (2010) - Roxanne Ritchi (Veu)
- El libro de piedra (2009) - Mariana
- Propiedad ajena (2007) - Miranda Sámano
- Polvo de Ángel (2007) - Bella
- Corazón de melón (2003) - Fernanda Montenegro
- Seis días en la oscuridad (2003) - Ximena
- Como Dios manda  (2003) - Rita

### Televisió
| Any       | Títol                   | Personatge                                       |
| --------- | ----------------------- | ------------------------------------------------ |
| 1989-1990 | Carrusel                | María Joaquina Villaseñor                        |
| 1992      | El abuelo y yo          | Alejandra Díaz Uribe                             |
| 1995-1996 | María la del barrio     | María de los Ángeles "Tita" de la Vega Hernández |
| 1997-1998 | Huracán                 | Norma Vargaslugo                                 |
| 2001      | Amigas y rivales        | Jimena de La O                                   |
| 2002      | La hora pico            | Ella mateixa / Diversos personatges              |
| 2003      | Niña amada mía          | Carolina Soriano Rivera                          |
| 2004-2005 | Mujer de madera         | Aída Santibáñez                                  |
| 2006      | Duelo de pasiones       | Alina Montellano                                 |
| 2007-2008 | Palabra de mujer        | Paulina Álvarez                                  |
| 2009-2010 | Los exitosos Pérez      | Soledad "Sol" Duarte de Pérez                    |
| 2012      | Abismo de pasión        | Estefanía Bouvier de Castañon                    |
| 2016-2017 | La querida del Centauro | Yolanda Acosta                                   |
| 2018      | Rubirosa                | Zsa Sabor                                        |
| 2018      | Run Coyote Run          | Reportera                                        |
| 2021-2022 | Madre solo hay dos      | Ana Servin                                       |

## Premis i nominacions

### Premis Ariel
| Any  | Categoria                  | Títol            | Resultat |
| ---- | -------------------------- | ---------------- | -------- |
| 2006 | Millor actriu              | Rumbos paralelos | Nominat  |
| 2023 | Millor coactuació femenina | Todo el silencio | Nominat  |

### Premis TVyNovelas
| Any  | Categoria              | Títol               | Resultat  |
| ---- | ---------------------- | ------------------- | --------- |
| 1996 | Millor actriu jovenil  | María la del barrio | Guanyador |
| 1992 | Millor actriu infantil | El abuelo y yo      | Guanyador |
| 1990 | Millor actriu infantil | Carrusel            | Guanyador |

### Premis Tu Mundo
| Any  | Categoria                                                     | Telenovel·la            | Resultat |
| ---- | ------------------------------------------------------------- | ----------------------- | -------- |
| 2017 | Actriu protagonista favorita - Súper sèrie                    | La querida del Centauro | Nominat  |
| 2016 | Actriu protagonista favorita - Súper sèrie                    | La querida del Centauro | Nominat  |
| 2016 | Protagonista amb mala sort favorit                            | La querida del Centauro | Nominat  |
| 2016 | La parella perfecta - Súper sèrie (al costat de Michel Brown) | La querida del Centauro | Nominat  |

### Diosas de Plata
| Any  | Categoria     | Títol                                           | Resultat  |
| ---- | ------------- | ----------------------------------------------- | --------- |
| 2014 | Millor actriu | No sé si cortarme las venas o dejármelas largas | Guanyador |

### Premis Bravo
| Any  | Categoria          | Títol                                           | Resultat  |
| ---- | ------------------ | ----------------------------------------------- | --------- |
| 2013 | Revelació Femenina | No sé si cortarme las venas o dejármelas largas | Guanyador |